# Transportbåt Större
Transportbåt Större (TpbS), populärt kallad 200-båt, var ett fartyg använt av den svenska marinen för att transportera trupp och materiel i kustnära uppdrag. Båten kan bära 40 stridsutrustade soldater och har stävportar för landstigning. Hastigheten kan uppgå till 20 knop. Namnet 200-båt kommer från de tresiffriga nummer som börjar med 2 som är målade på alla 200-båtar.  
200-båten ersattes i marinen under 1990-talet av Stridsbåt 90H och Stridsbåt 90E. Återstående exemplar av 200-båtarna används i huvudsak av hemvärnet men även dessa håller på att fasas ut. 
Det finns idag ett antal 200-båtar i privat ägo, varav flera har hamnat i Adenviken där de används som eskortbåtar till skydd mot piratattacker.

Motoralternativen ändrades varefter tillverkningsåren gick och de första sex tillverkade hade tre stycken raka åttacylindriga Scania D816 turbodiesel, därefter tre stycken sexcylindriga Scania turbodiesel på 3x300 hästkrafter och slutligen två stycken sexcylindriga Volvo Penta på 2x450 hästkrafter. 